# Chaise-Dieu-du-Theil
Chaise-Dieu-du-Theil ist eine französische Gemeinde mit 207 Einwohnern (Stand 1. Januar 2022) im Département Eure in der Region Normandie (vor 2016 Haute-Normandie); sie gehört zum Arrondissement Bernay und zum Kanton Breteuil. Die Einwohner werden Casadéens genannt.

## Geographie
Chaise-Dieu-du-Theil liegt etwa 38 Kilometer südwestlich von Évreux am Iton. Umgeben wird Chaise-Dieu-du-Theil von den Nachbargemeinden Chéronvilliers im Norden, Bourth im Osten, Gournay-le-Guérin im Süden, Chandai im Westen und Südwesten sowie Saint-Sulpice-sur-Risle im Nordwesten.

## Bevölkerungsentwicklung
| Jahr                      | 1962 | 1968 | 1975 | 1982 | 1990 | 1999 | 2006 | 2013 |
| Einwohner                 | 304  | 295  | 273  | 252  | 241  | 245  | 234  | 238  |
| Quelle: Cassini und INSEE |      |      |      |      |      |      |      |      |

## Sehenswürdigkeiten

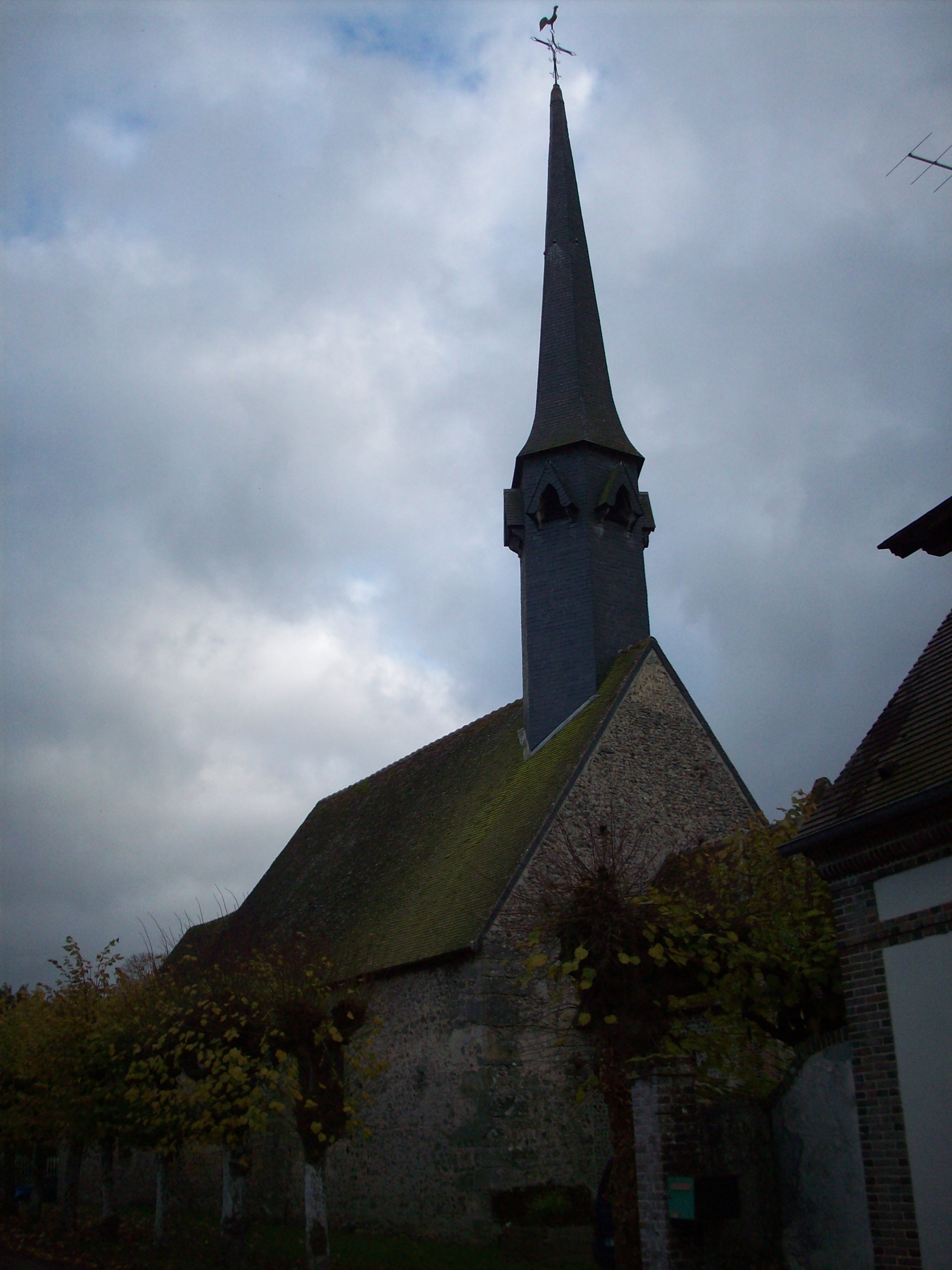
Kirche Notre-Dame
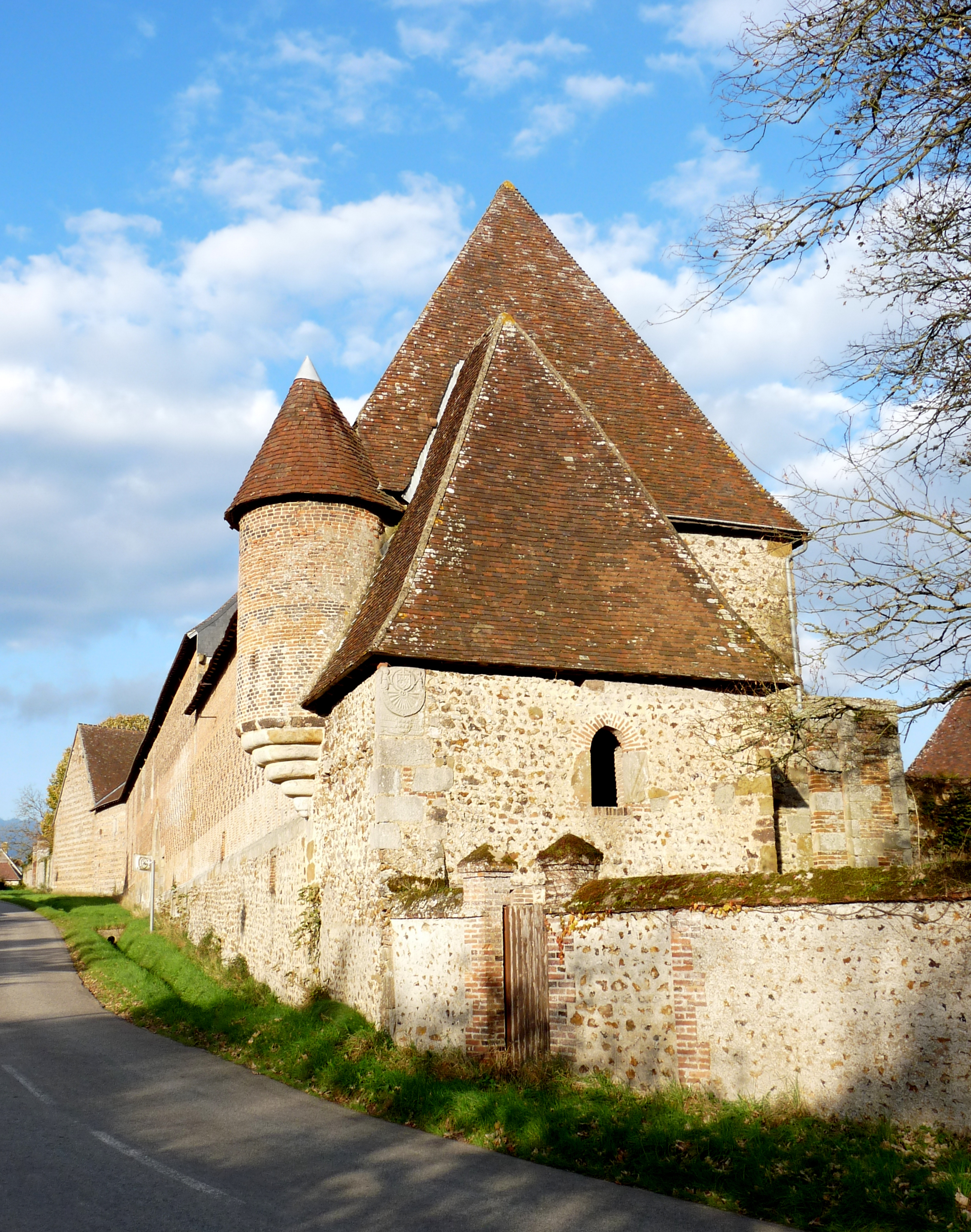
Kloster

- Kloster von Chaise-Dieu, auch: Priorat von Fontevrault, erbaut im 11./12. Jahrhundert, Umbauten aus 16./17. Jahrhundert, seit 1971 Monument historique
- Priorat von Le Theil
- Pfarrhaus
- Kapelle Saint-Jean
- Mühle
- Schloss Courteilles

- Kirche Notre-Dame
- Kloster